# Válságszoba (fénykép)
A Válságszoba egy híressé vált fénykép, amelyet Pete Souza, a Fehér Ház fotósa készített a Fehér Ház válságszobájában 2011. május 1-jén 16:05-kor. A fényképen Barack Obama, az Amerikai Egyesült Államok elnöke látható nemzetbiztonsági csapatával együtt, amint élőben kapják a Neptunusz szigonya hadműveletről szóló híreket, amely Oszáma bin Láden, az al-Káida vezetőjének megöléséhez vezetett.

## Háttér
Brad Webb, a légierő dandártábornoka az asztalnál ült és az Oszama bin Laden tábor elleni rajtaütést figyelte, amikor Michael Leiter, az Egyesült Államok Nemzeti Terrorelhárítási Központjának akkori igazgatója belépett a szobába. Leiter nem szerepel a fényképen, de őt követte Robert Gates, Hillary Clinton, Joe Biden és mások. Nemsokára az elnök is belépett a szobába, megjegyezve, hogy "ezt meg kell néznem", és leült Webb tábornok mellé. Peter Bergen újságíró szerint a csoport egy fölöttük repülő pilóta nélküli drón élő közvetítését nézte. Leon Panetta azt mondta, hogy Obama nem látta bin Laden megölését, Clinton pedig azt mondta: "Semmit sem láttunk vagy hallottunk, amikor [a SEAL-ek] bementek a házba. Nem jött semmilyen kommunikáció vagy visszajelzés, így abban az időszakban mindenki különösen arra összpontosított, hogy megpróbáljon nyugodt maradni és felkészülni arra, hogy mi fog történni.".
A kép helyi idő szerint 16:05-kor készült Washingtonban (16:05 EDT), ami Afganisztánban helyi idő szerint 12:35-kor volt. Obama elnök később azt mondta, hogy szerinte a kép nagyjából akkor készült, amikor a szobában tartózkodók értesültek, vagy rájöttek, hogy a rajtaütés egyik helikoptere lezuhant.
A Fehér Ház fotósa, Pete Souza 2012 végén a Time számára kommentálta ezt a fényképet, és ezt írta:
|  | „Sokat foglalkoztak ezzel a fotóval, amelyen az elnök és az alelnök, valamint a nemzetbiztonsági csapat valós időben követi nyomon az Oszama bin Láden elleni küldetést, 2011. május 1-jén. Még néhány háttérinformáció a fotóról: A Fehér Ház válságszobája valójában több különböző tárgyalóteremből áll. Az elnök a legtöbbször a nagy konferenciateremben hívja össze a megbeszéléseket, ahol kijelölt ülőhelyek vannak. De ennek a küldetésnek a megfigyeléséhez a csoport átköltözött a sokkal kisebb konferenciaterembe. Az elnök úgy döntött, hogy Marshall B. "Brad" Webb dandártábornok, az Egyesített Különleges Műveleti Parancsnokság parancsnokhelyettese mellett foglal helyet, aki a kommunikáció irányítója volt. Mivel ilyen kevés szék volt, a többiek csak a terem hátsó részében álltak. Engem a szoba egyik sarkába szorítottak be, ahol nem volt helyem mozogni. A küldetés során körülbelül 100 fényképet készítettem, szinte mindet ebből a szűk sarokban lévő helyről. Megjegyzés: a Clinton miniszter előtt látható titkos dokumentumot eltakarták.” |
|  | |

## Emberek

A fotó feliratokkal

## Hatások
A fénykép nagy nyilvánosságot kapott, miután bejelentették Bin Láden halálának hírét. A CNN "korszakalkotó fotónak" nevezte, és olyan híres amerikai elnöki képekhez hasonlította, mint például a Dewey legyőzte Trumant. Eric Draper, a Fehér Ház korábbi fotósa szerint a fotó "nagyon jól megörökítette a történelem egy meghatározó pillanatát." A fényképet történészek és testbeszéd-elemzők is kommentálták.
Mivel a fénykép a rajtaütés alatt készült, leginkább az intenzitása miatt jegyezték meg. A fényképen látható Hillary Clinton úgy jellemezte a pillanatot, mint "életem legintenzívebb 38 percét", míg Obama úgy kommentálta, hogy talán ez volt élete leghosszabb 40 perce, talán leszámítva azt, amikor lánya, Sasha csecsemőként agyhártyagyulladásban szenvedett. Brennan szerint "a percek úgy teltek el, mintha órák és napok lettek volna", Clapper pedig azt mondta, hogy "a levegőben érezhető volt a feszültség".
Különösen figyelemre méltó volt Clinton arckifejezése, aki a jobb kezét a szája elé tartotta, láthatóan aggódva a rajtaütés kimenetele miatt. Később azt mondta, hogy tavaszi allergiától szenvedett, és valószínűleg köhögést fojtott el. A fotóval kapcsolatban Clinton azt mondta, hogy nem vett tudomást a szobában lévő fotósról, mivel annyira a helyzetre koncentrált.

## Elemzés
Néhány történész megjegyezte a fénykép történelmi jelentőségét, különösen a nemi és faji határok átlépésének ábrázolását. Saladin Ambar, a Lehigh Egyetem politológia professzora szerint a kép "egy új amerikai tájat sugall, amelybe még mindig átlépünk". Majd így folytatta: "Amikor Obamát megválasztották, voltak, akik azt gondolták, hogy átléptünk egy faji küszöböt. Az elnöksége azt mutatja, hogy sok átkelés van".
A fotóról azt is megjegyezték, hogy az elnöki vezetési stílus változását ábrázolja. Clarence Lusane történész szerint a korábbi elnökök szükségét érezték annak, hogy "macsóságot" és "hivalkodást" sugározzanak. Lori Brown, a Meredith College szociológiaprofesszora szerint azonban jelentős, hogy Obama nem a szoba közepén és nem is a legmagasabb székben ül. Cheryl Contee politikai elemző szerint "Obama hajlandósága, hogy a tipikus ovális irodai hivalkodás nélkül fényképezkedjen, egy újfajta hivalkodást szül". Szerinte a kép Obama vezetői stílusát mutatja, mint együttműködő személyiséget.
A The New York Times így kommentálta Clinton arckifejezését a fényképen: "Ő az, amit Roland Barthes francia kritikus "punctumnak" nevezett, a nem feltétlenül feltűnő részlet, amely érzelmi visszhangot ad egy fényképnek". Azt is megállapították, hogy a fénykép rejtélyessége - mit néznek?" - analóg a nyugati demokrácia és az iszlám militáns terrorizmus viszonyának bizonytalanságával.
Ambar szerint a fénykép azt is mutatja, hogy a nők mennyire beágyazódtak az amerikai politikába; Clinton és Audrey Tomason szerepelnek a fényképen, míg a John F. Kennedyt és stábját a kubai rakétaválság idején ábrázoló hasonló fényképen egyetlen nő sem látható. Lori Brown a CNN cikkében azt mondta, hogy a fotó azt is mutatja, hogy a nők mennyit léptek előre az amerikai politikai életben, bár Brown szerint Clinton látható reakciója némileg tompítja a hatást, mert a nők "gyakran sokkal fizikálisabbak az érzelmi reakcióikban, és egy "hatalmi helyzetben" ez nem tűnik annyira elfogadhatónak."
A fotó közzétételéig Audrey F. Tomason, a Fehér Ház által a terrorizmus elleni küzdelem igazgatójaként azonosított nő ismeretlen volt a nyilvánosság előtt. A fotó közzététele után a fényképen látható Barack Obama elnökhöz való nyilvánvaló közelsége miatt különböző pletykák jelentek meg azzal kapcsolatban, hogy mi lehetett a szerepe. Hillary Clintonon kívül ő volt az egyetlen nő a fényképen. Úgy tűnt továbbá, hogy ő volt az egyetlen 40 év alatti személy a fényképen. Alexis Madrigal, a The Atlantic vezető szerkesztője szerint Tomason "úgy tűnt, hogy kilóg a sorból egy olyan szobában, amely tele van a kormányzat legsúlyosabb ütőivel". Tommy Vietor, az Egyesült Államok Nemzetbiztonsági Tanácsának szóvivője azt mondta, hogy voltak más fiatal munkatársak is a szobában, de Tomason volt az egyetlen a fényképen. Vietor szerint "[a] közvetlen közelben, ahol a fotó készült, legalább fél tucat hasonló profilú ember volt". Madrigal hozzátette: "A kamera tekintetének szerencséje azt jelenti, hogy a történelem képes lesz Tomasont a terrorizmus elleni háború egy döntő pillanatába helyezni, de a kollégáit nem." Tomasonról kevés információ állt nyilvánosan rendelkezésre, bár a Tufts Egyetem később megerősítette, hogy a Tuftson végzett.
Robert Cardillo, a nemzeti hírszerzés igazgatóhelyettese ki lett vágva a fotóról, aki Biden alelnök jobb oldalán ült.

## Változtatás a haszid újságokban
A brooklyni Di Tzeitung (A Napló), egy szatmári haszid újság szerkesztette a képet, hogy Clinton és Tomason eltűnjön a képről, mivel az újság politikája szerint a szeméremtörvények miatt nem közölhet fotókat nőkről. Az újság bocsánatot kért, amiért a képet a kiadási feltételeket megszegve megváltoztatta. A The Washington Post helyreigazítást adott ki, megjegyezve, hogy a Di Tzeitung nem sértette meg a Fehér Ház szerzői jogait, mivel a fénykép "a megjelenés pillanatától kezdve közkincs volt." Emellett a Dee Voch (The Week), egy brooklyni haszid hetilap is kivágta a nőket.
A nők képeinek kivágása a fotókból a haszid újságok általános gyakorlata. Míg egyesek ezt a gyakorlatot a haszid judaizmusban a nők jogainak egyenlőtlenségeként értelmezték, a Di Tzeitung közleményében azt írta, hogy ez csak szerénységi okokból történt, és semmiképpen sem tekinthető a nők megalázásának.

## Egyéb felhasználások
A fényképet szatirikusan felhasználták a Private Eye magazin 2011. május 13-i számának címlapján, azt sugallva, hogy a jelenlévők a brit helyhatósági választásokon a Liberális Demokraták párt mészárlásának szemtanúi.
A Netflix Kártyavár című tévésorozatának 2017-es ötödik évadának fináléjában a fiktív elnök, Claire Underwood és kabinetje katonai műveletet hajt végre a Fehér Ház válságszobájából. A kamerafelvétel szöge, a szereplők elhelyezése a jelenetben, ruházatuk, sőt még a számítógépek és kávéscsészék elhelyezése az asztalon is közvetlenül Souza fényképét utánozza. A fényképet utánozta Pong Dzsunho 2017-es Okja című filmjének egyik jelenete is, csakhogy az amerikai kormány helyett egy vállalat szerepelt benne.